# Ekaterina Andreeva
Ekaterina Sergheevna Andreeva (în rusă Екатери́на Серге́евна Андре́ева; n. 27 noiembrie 1961, Moscova) este o prezentatoare de televiziune, jurnalistă și actriță rusă. Din 1998 ea prezintă principalul bulentin de știri al zilei de pe postul TV Pervîi Kanal, «Время» (Vremea). 
În 2006 a primit Ordinul Prieteniei, iar în 2007 a câștigat premiul TEFI (ТЭФИ) pentru cea mai bună prezentatoare a unui program informativ.
În august 2014 a fost inclusă de Ucraina în lista persoanelor care au interdicția de a intra în țară, datorită poziției sale referitoare la războiul din estul Ucrainei și anexarea Crimeei de către Federația Rusă.

## Filmografie
- 1990 — Неизвестные страницы из жизни разведчика — pasagera
- 1991 — Исчадье ада — Elena
- 1999 — В зеркале Венеры — soția lui Cistov
- 2004 — Личный номер — cameo